# The American Analog Set
I The American Analog Set (talvolta indicati come AmAnSet) sono un gruppo musicale indie rock statunitense attivo dal 1995.
La band è originaria di Austin (Texas).

## Formazione
Attuale
- Andrew Kenny
- Lee Gillespie
- Mark Smith
- Craig McCaffrey
- Sean Ripple

Ex membri
- Lisa Roschmann
- Tom Hoff

## Discografia
Album
- 1996 - The Fun of Watching Fireworks
- 1997 - From Our Living Room to Yours
- 1999 - The Golden Band
- 2001 - Know by Heart
- 2003 - Promise of Love
- 2005 - Set Free

EP
- 1997 - Late One Sunday & The Following Morning
- 2002 - Updates
- 2005 - Everything Ends in Spring